# Ein grünes Blatt

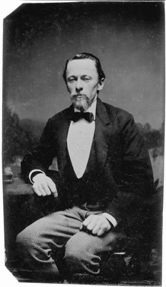
Storm in den 1860er Jahren

Ein grünes Blatt ist der Titel einer Novelle von Theodor Storm, die 1850 unter dem Eindruck der Schleswig-Holsteinischen Erhebung entstand und 1854, während des Potsdamer Exils, im belletristischen Jahrbuch Argo veröffentlicht wurde. 
Die psychologisch vielschichtige Erzählung ist in eine Rahmen- und Binnenhandlung untergliedert und spielt vor dem Hintergrund eines fernen Krieges. Sie handelt von einer unerfüllbaren Liebe inmitten der märchenhaften Welt eines abgeschiedenen Waldes. Wie in den vorhergehenden Novellen Immensee und Posthuma variierte Storm das Motiv der idealisierten Kindfrau.

## Inhalt
Zwei Rekruten sind vom Vorposten ins Feldlager zurückgekehrt, sitzen in einer Hütte und unterhalten sich. Gedankenverloren blättert der namenlose Ich-Erzähler im Album seines Kameraden Gabriel, das wie ein Gebetbuch wirkt und dessen Annalen in dritter Person geschrieben sind, „vielleicht um bei gewissenhafter Schilderung das Ich nicht zu verletzen“.
Während der Autor sein Gewehr putzt, entdeckt der Erzähler ein eingelegtes Buchenblatt, das bereits vertrocknet ist. Gabriel will dies nicht wahrhaben und bittet ihn, die andere Seite zu lesen, womit die Binnenhandlung eingeleitet wird:
Auf dem Weg in die Stadt wandert Gabriel mit geschultertem Gewehr über eine Heide, die vom Gesang der Lerchen und dem Zirpen der Heuschrecken erfüllt ist. In der schwülen Hitze des Nachmittags ruht er sich aus, fällt in einen Halbschlaf und erblickt ein Mädchen, das auf ihn zukommt. Er träumt, wie er als Hans im Märchen eine Schlange küsst, die sich in eine Prinzessin verwandelt.
Als er erwacht, sieht er in die blauen Augen Regines, die sich über ihn gebeugt hat und ihm wie die verzauberte Prinzessin erscheint. Sie lädt ihn zu einer Mahlzeit bei sich zu Hause im Wald ein, wo sie mit ihrem Großvater wohnt. Während sie den Weg zurücklegen, singt er das Lied Es liegen Wald und Heide, in dem zwar vom Krieg die Rede ist, das aber unsoldatisch wirkt. „Mir aber in Herzensgrunde / Erklingt zu dieser Stunde / Ein deutsches Wiegenlied.“
Sie erreichen das Haus und den Immenhof, wo der Großvater der Imkerei nachgeht, und bleiben bis zur Dämmerung. Bevor Regine ihn zurückbegleitet, geht er in den Garten, setzt sich neben sie und hilft ihr beim Pflücken, während aus der Ferne Geschützfeuer zu hören ist. Über einen Pfad führt sie ihn durch den Wald, folgt aber bald einem Reh und lässt ihn für einige Zeit in der Dunkelheit zurück. Nachdem sie zurückgekehrt ist, geleitet sie ihn im Mondlicht durch das immer dichter werdende Gestrüpp bis an die Waldgrenze, die sie nicht überqueren will. Als sie ihn fragt, warum er in den Krieg ziehen muss, antwortet er, alles sei für sie, für den Wald und die Erde „...damit hier nicht Fremdes wandle [...] unverfälschte, süße, wunderbare Luft der Heimat!“ und küsst sie zum Abschied. Er blickt zurück und sieht die kindliche Gestalt noch immer unbeweglich „im schwärzesten Tore des Waldes.“
Der Ich-Erzähler versteht nicht, was es mit dem verwelkten Blatt auf sich hat. Gabriel behauptet, es sei noch immer „so grün wie Juniblätter“. Auf die Frage, ob er Regine noch einmal besucht hat, verweist er auf ein weiteres Gedicht. Selbst wenn er „wie im Traume den Weg“ zurückfinden sollte, würde sich Regine „niemals hinunter in die Welt“ begeben. Als der Erzähler insistiert – „Und wenn sie doch hinunterschritte“ –, antwortet er: „Dann wollen wir die Büchse laden! Der Wald und seine Schöne sind in Feindeshänden.“

## Veröffentlichung

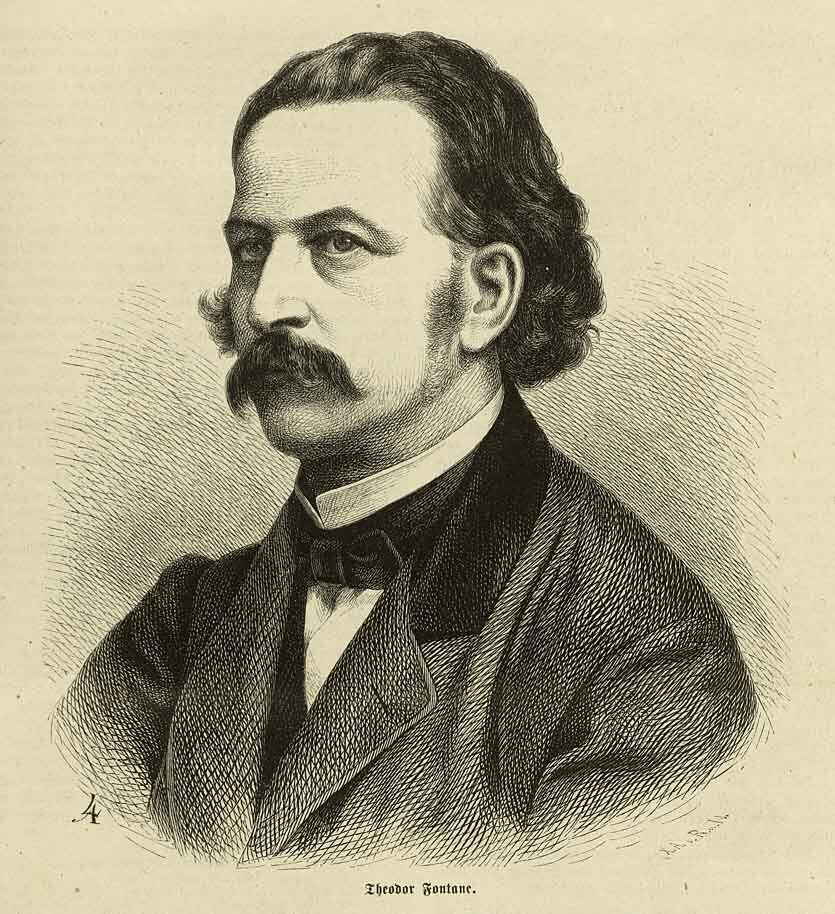
Theodor Fontane, um 1860

Als Co-Redakteur des anvisierten belletristischen Jahrbuchs Argo bat Theodor Fontane bei Storm um Beiträge und erhielt neben Ein grünes Blatt auch die Gedichte 24 December 1852 und Abschied. Die Mitglieder des Rütli-Kreises besprachen die Novelle eingehend und akzeptierten sie schließlich, obwohl sie mit dem Ende unzufrieden waren. Allerdings wiesen sie ein Gedicht zurück, mit dem Storm das Werk abschließen wollte und das er später unter dem Titel Ein Epilog veröffentlichte. Dort war von einem „letzten Donnerschlag“ und einem neuen „Frühling“ die Rede. Nach der missglückten Schleswig-Holsteinischen Erhebung hielten die Kritiker dies für „eine kitzliche Sache“, die an die „unteilbare(n) deutsche Republik“ erinnere. Sie wollten die Äußerung eines solchen „solche(n) Grimms und solcher Hoffnungen“ nicht verantworten, da ihnen dies als Beamte „doch sehr verübelt werden“ könnte.
Storm entsprach der Bitte, beharrte aber darauf, den ungewöhnlichen Schluss beizubehalten und ließ sich von Fontane nicht überzeugen, der diesen im Namen der Redaktion geändert wissen wollte. Storm betrachtete gerade das Ende seiner Novelle als „einzig und völlig“ zufriedenstellend.
Bald gehörte er zum Kreis der Mitarbeiter des Jahrbuchs und sandte weitere Texte, die nicht immer akzeptiert wurden. So lehnten die preußischen Beamten Franz Kugler und Karl Bormann das Wort „Trikolore“ aus der ersten Strophe des Gedichts Im Herbste 1850 ab, verbanden sie damit doch die Freiheitsideale der Französischen und Deutschen Revolution und befürchteten berufliche Nachteile.

## Hintergrund und Interpretationsansatz
Storm malt die Bedrohung durch einen ungenannten Feind aus, gegen den die „Heimat“ mit Waffengewalt verteidigt werden muss, zeigt aber auch das träumerisch-resignative Verhalten eines Rekruten. Während Gabriel nicht wie ein kampfbereiter Soldat, sondern eher wie ein Träumer wirkt, erscheint Regine als tatkräftige Frau. Als Naturwesen und Herrscherin des Waldes kommt ihr Name nicht von ungefähr, sondern zeichnet sie als „Königin“ aus. 
Mit der Szene im dämmrigen Garten variierte Storm die erotisch getönte Suche nach Erdbeeren aus der Novelle Immensee, bei der das Mädchen dem siebzehnjährigen Reinhard als „Waldeskönigin“ erscheint.
Die Spuren des realen Krieges, unter dessen Eindruck die Novelle entstanden ist, sind verwischt. Weder wird das feindliche Nachbarvolk namentlich erwähnt, noch gibt es ein konkretes Datum. Storm vermeidet geographische Bezeichnungen und spricht lediglich von „Heide“, „Garten“, „Wald“ und „Feldlager“.
Das widersprüchliche Verhältnis zwischen patriotischer Heimatliebe und Melancholie spiegelt sich in den eingestreuten Gedichten wider. Das Kriegslied Es liegen Wald und Heide spielt intertextuell unter anderem auf Uhlands ergreifendes, wenn auch oft vereinnahmtes Gedicht vom guten Kameraden an. Zwar „gilt es zu marschieren / In festem Schritt und Tritt“, doch erinnert sich der Rekrut in diesem „losgelassenen“ Krieg an seine Mutter, die ihn mit einem Wiegenlied in den Schlaf singen soll, wo er die Welt vergessen kann. Vor allem die Aussagen, mit denen der Protagonist seine Kriegsteilnahme rechtfertigt, zeigen ihn als unzuverlässigen Erzähler. Gabriel begibt sich in ein zwielichtiges Reich, in dem die Zeit stillsteht und so auch das Blatt grün bleiben kann, während es in der Realität längst vertrocknet ist.
Wie Heinrich Detering ausführt, liegt dem Raum der politischen Konflikte und des Krieges der schützende Wald gegenüber, der als einheitliche und friedliche Gegenwelt erscheint und durch märchenhafte Züge gekennzeichnet ist. Der Krieg symbolisiere die Vertreibung aus dem Paradies, während der Kanonendonner an das Flammenschwert der Cherubim erinnere. 
In einem nicht veröffentlichten Widmungsgedicht an Constanze deutete Storm selbst die Zweiteilung in eine Welt des Krieges und einen umhegenden Wald an, in dem der Erzähler Zuflucht findet. Die Verse sollten ihr einen „Hauch des Friedens“ bringen, „der nun der Welt verloren“ sei. Sie möge sich später an den Menschen erinnern, „der diese grünen Träume spann.“
Nach Auffassung Mareike Börners variiert die Novelle das Motiv der Kindfrau, das sie als kollektives Moment männlichen Begehrens im 19. Jahrhundert interpretiert. Gabriel hält am Idealbild ihres „ewigen Frühlings“ fest und kann nicht akzeptieren, dass sich die als kindlich erinnerte Regine entwickelt.
Jochen Missfeldt zufolge umkreist die psychologisch aufschlussreiche Novelle erneut das Thema der gescheiterten Liebe und des misslungenen Lebens. Hinter dem Tages- und Kriegsgeschehen verberge sich die Geschichte seiner zunächst unerfüllten Liebe zu Dorothea Jensen. Die Beziehung ließ sich nicht geheim halten, stieß auf Unverständnis und war während seiner Ehe mit Constanze auch aus gesellschaftlichen Gründen unmöglich.
In der psychoanalytischen Interpretation Malte Steins richtet sich die Aggression am überraschenden Schluss der Novelle nicht gegen den Feind, sondern das Mädchen selbst. Sollte Regine die Welt der Kindheit verlassen und sich außerhalb des „Waldes“ selbstständig machen, würde der Erzähler die Büchse laden, was Sigmund Freud eine Fehlleistung nennen würde. Gabriel will ihre Entwicklung ebenso wenig wahrhaben wie die Verfärbung des Blattes, das sie symbolisiert, und erinnert sich, wie sie unbeweglich am schwarzen Tor des Waldes ausharrte.
Das „xenophobe Pathos“ seiner Rede, die Heimat von Fremden zu befreien, werde dadurch gebrochen, dass er sich in eben dieser Heimat „irrewandelnd selbst wie ein Fremder bewegt.“